# Шумінка
Шуминка (пол. Szuminka) — село в Польщі, у гміні Володава Володавського повіту Люблінського воєводства. Населення — 221 особа (2011).

## Історія
За даними етнографічної експедиції 1869—1870 років під керівництвом Павла Чубинського, у селі проживали лише греко-католики, які розмовляли українською мовою.
30 травня 1946 року польська армія примусово виселила українців з села з метою їхньої депортації з Польщі до УРСР.
У 1975—1998 роках село належало до Холмського воєводства.

## Демографія
Демографічна структура станом на 31 березня 2011 року:
|          | Загалом | Допрацездатний вік | Працездатний вік | Постпрацездатний вік |
| -------- | ------- | ------------------ | ---------------- | -------------------- |
| Чоловіки | 122     | 19                 | 89               | 14                   |
| Жінки    | 99      | 19                 | 52               | 28                   |
| Разом    | 221     | 38                 | 141              | 42                   |